# Quadrastichus diarthronomyiae
Quadrastichus diarthronomyiae är en stekelart som först beskrevs av Charles Joseph Gahan 1923.  Quadrastichus diarthronomyiae ingår i släktet Quadrastichus och familjen finglanssteklar. Inga underarter finns listade i Catalogue of Life.